# Bazoches-les-Gallerandes
Bazoches-les-Gallerandes település Franciaországban, Loiret megyében. Lakosainak száma 1482 fő (2022. január 1.). Bazoches-les-Gallerandes Greneville-en-Beauce, Aschères-le-Marché, Attray, Châtillon-le-Roi, Chaussy, Crottes-en-Pithiverais, Jouy-en-Pithiverais, Oison és Outarville községekkel határos.

## Népesség
A település népességének változása:
| Lakosok száma | 829  | 1325 | 1326 | 1446 | 1486 | 1519 | 1538 | 1548 | 1526 | 1482 |
|               | 1968 | 1982 | 1990 | 2006 | 2013 | 2015 | 2017 | 2019 | 2020 | 2022 |